# SN 2005bb
SN 2005bb – supernowa typu II odkryta 1 kwietnia 2005 roku w galaktyce UGC 8067. W momencie odkrycia miała maksymalną jasność 19,80m.